# Carlos Coll Benegas
Carlos Arturo Coll Benegas (Maipú, Mendoza; 16 de marzo de 1907-Buenos Aires, 29 de abril[cita requerida] de 1989) fue un economista y banquero argentino, que ocupó el cargo de ministro de Economía de la Argentina durante la presidencia de Arturo Frondizi entre el 15 de enero y el 26 de marzo de 1962.

## Biografía
Era hijo de Carlos Arturo Coll de la Serna y de Sofía Benegas Blanco, hija del político conservador Tiburcio Benegas. 
Estudió en el prestigioso colegio secundario Lyceum Alpinum de Zuoz, en Suiza y posteriormente Economía en el St Johns College de la Universidad de Cambridge. Se casó con María Rosa Fernández, con quien tuvo diez hijos.
Durante la Revolución Libertadora, trabajó como asesor económico del Banco Central de Argentina y promovió el ingreso de la Argentina al Fondo Monetario Internacional y al Banco Mundial, integrando la misión, junto con Adalbert Krieger Vasena, que viajó a Washington D. C. para tal fin. Se desempeñó como presidente del Banco de la Nación Argentina en aquella época.
Durante la presidencia de Arturo Frondizi asumió como ministro tras la renuncia de Roberto Alemann en medio de una suba de precios y caída de salarios, entre otros conflictos, como la relación bilateral con Cuba, en 1962.
Era columnista del diario El Cronista Comercial y adhirió a posturas liberales y críticas a la presidencia de Arturo Illia.